# Орешец (област Пловдив)
Вижте пояснителната страница за други значения на Орешец.
Орешец е село в Южна България. То се намира в Община Асеновград, област Пловдив.

## География
Село Орешец се намира в планински район, в северната централна част на Родопите. Намира се на 40 км от град Пловдив и на около 20 km югоизточно от Асеновград, между селата Горнослав (на 6 km) и Добростан (на 4 km). На 7 км. на юг, след местността „Юрти“ се намира с.Мостово.
На югоизток от селото се открива прекрасна гледка към връх Драгански камък (Драганица), в. 1338 м., а долу в низината се вижда коритото на река Голяма Сушица.

## История
Първите документални исторически данни за съществуването на селото датират от 1576 г. Село Орешец е споменато в документите на Конушенската околия. Данни от по-ранен живот дават намерените монети от времето Александър Македонски, така също и оброчна плоча на Тракийския конник, монети от Римско и Византийско време. В непосредствена близост до селото в местността „Калето“ има останки от антична крепост, от която при ясно и слънчево време се открива прекрасна гледка към Тракийската низина и с невъоръжено око се виждат високите върхове на Стара планина.

## Забележителности
В района на село Орешец се помнят 10 параклиса и църкви. В селото има църква – „Св. Никола“. То е водоснабдено, има изградена канализационна и телекомуникационна мрежа. През селото всекидневно минава автобус за съседните села. Голямо преимущество на този район е, че до голяма степен е недокоснат и незамърсен от човешките дейности.
Естествената и уникална природа е предпоставка за развитието на екотуризъм, който може да бъде интегриран и с други видове туризъм. Пътищата и пътеките на полегатите склонове на тази част на Родопите откриват чудесна възможност за велотурове. Налице е потенциал за развитие на орнитоложки туризъм. Разнообразният релеф, благоприятният климат, липсата на опасни животни, предлагат на любителите на приключения възможности през цялата година. Спелеоложкият туризъм също има бъдеще тук. Със своята девствена и чудно красива природа, със своя богат дивечов парк село Орешец е подходящо както за екологичен и селски, така и за ловен туризъм.
В близост до село Орешец е и местността Царичин връх. По този път е минал цар Борис ІІІ, когато е носил на Кръстова гора кръста, подарен в знак на благодарност за изцеряването на неговата сестра. Село Орешец събужда любопитството на много хора, попаднали случайно в него. Много от тях, след кратък захлас, купуват къщи и така започва новият живот на Орешец. Много хора вече реставрират своите собствени къщи и благодарение на тях селото възкръсва.
В местността „Пещури“ има няколко пещери, една от които дава началото на река Голяма Сушица, на която е изграден язовир „Сушица“. Тази пещера носи името „Майката“, в самото начало водата е изваяла в скалите няколко малки вирчета.